# Acción mutante
Acción mutante is een Spaanse komische film uit 1993 van regisseur Álex de la Iglesia.

## Verhaal
De film speelt zich af in de toekomst. De terroristen-organisatie Accion Mutante ontvoert Patricia, de dochter van een rijke fabrikant. Wat volgt is een film vol moord, verraad, mishandeling, liters bloed, nog meer verraad en op het einde zelfs een beetje liefde.

## Rolverdeling
| Acteur           | Personage                     |
| ---------------- | ----------------------------- |
| Antonio Resines  | Ramón Yarritu                 |
| Álex Angulo      | Alex Abadie                   |
| Frédérique Feder | Patricia Orujo                |
| Juan Viadas      | Juan Abadie                   |
| Karra Elejalde   | José Óscar 'Manitas' Tellería |

## Ontvangst

### Prijzen en nominaties
De film won 3 prijzen en werd voor 5 andere genomineerd. Een selectie:
| Jaar | Evenement                 | Categorie                  | Genomineerde | Resultaat   |
| ---- | ------------------------- | -------------------------- | --- | ----------- |
| 1993 | Premios Goya (7de editie) | Beste debuterend regisseur | Álex de la Iglesia                                                                                               | Genomineerd |
| 1993 | Premios Goya (7de editie) | Beste montage              | Pablo Blanco | Genomineerd |
| 1993 | Premios Goya (7de editie) | Beste artdirector          | José Luis Arrizabalaga                                                                                           | Genomineerd |
| 1993 | Premios Goya (7de editie) | Beste productiemanager     | Esther García | Gewonnen    |
| 1993 | Premios Goya (7de editie) | Beste speciale effecten    | Olivier Gleyze, Yves Domenjoud, Jean-Baptiste Bonetto, Bernard André Le Boett, Emilio Ruiz del Río, Poli Cantero | Gewonnen    |
| 1993 | Premios Goya (7de editie) | Beste grime en haarstijl   | Paca Almenara | Gewonnen    |